# Человек с бульвара Капуцинов
«Человек с бульвара Капуци́нов» — советский комедийный вестерн 1987 года режиссёра Аллы Суриковой по сценарию Эдуарда Акопова. Премьерный показ фильма состоялся 22 июня 1987 года в ленинградском кинотеатре «Колизей» на кинофестивале «Мосфильм-87». В широкий прокат картина вышла 31 августа 1987 года.
В фильме показана история о добром чудаке, поверившем в то, что кино способно изменить мир, сделать его красивее и добрее. Снят Творческим объединением комедийных и музыкальных фильмов киностудии «Мосфильм». Натурные съёмки проводились летом 1986 года на берегу Тихой бухты в Крыму, где была построена фанерная декорация городка из Дикого Запада. Осенью съёмки продолжились в павильоне «Мосфильма», где был построен традиционный для американского городка салун. Этот фильм схож с пародией на американские вестерны «Лимонадный Джо». Во время съёмок был объявлен конкурс на другое название фильма, но в итоге осталось оригинальное.
В октябре 1987 года фильм получил приз «За лучшую драку среди советских актёров» на первом Всесоюзном кинофестивале зрелищных фильмов «Одесская альтернатива». В мае 1988 года был назван «одним из лучших фильмов 1987 года» читателями журнала «Советский экран», заняв третье место в списке лауреатов конкурса. Помимо этого за исполнение роли мистера Фёста актёр Андрей Миронов был назван «Лучшим актёром года», а за исполнение роли мисс Дианы Литтл актриса Александра Аасмяэ заняла второе место на звание «Лучшей актрисы года». 17 декабря 1988 года был номинирован на премию «Ника» за лучшую мужскую роль (актёр Андрей Миронов) и за лучшую музыку к фильму (композитор Геннадий Гладков). В декабре 2000 года на церемонии в Центре Ханжонкова фильм был признан «Лучшей картиной о кино уходящего века».

## Сюжет
Действие фильма разворачивается на рубеже XIX—XX веков. Мистер Джонни Фёст (англ. first — первый), миссионер от кино с манерами истинного джентльмена, едет в захолустный городок на Диком Западе Санта-Каролину с целью открыть там синематограф. Жизнь человека здесь стоит недорого, а неосторожно сказанное слово может стать причиной массовой драки. Основные развлечения жителей городка — пьянство, разврат и мордобой. Джонни открыл для себя мир кино в Париже, на бульваре Капуцинок, где братья Люмьер показывали свои фильмы. По дороге на карету, в которой едет Джонни, нападает банда грабителей. Главарь банды по кличке Чёрный Джек видит в его руках книгу о всемирной истории синематографа и, полистав её, замечает в ней множество пустых страниц. Джонни объясняет, что история синематографа ещё не написана, и, то ли в шутку, то ли всерьёз, предлагает Чёрному Джеку внести посильный вклад в его развитие. Тогда, возможно, имя Джека в будущем появится на этих страницах.
Доехав до места назначения и познакомившись с местными нравами, Джонни, однако, не теряет веры в то, что синематограф способен перевоспитать этих людей. Действительно, его сеансы творят чудеса: беспробудные пьяницы и дебоширы под впечатлением от увиденных на экране комедий и мелодрам начинают новую жизнь — бросают пить, учатся этикету, пытаются стать джентльменами и просто хорошими людьми. Затем Джонни устраивает сеанс для узнавших про синематограф индейцев команчей, давая тем самым понять, что синематографу чужды предубеждения по расовому признаку. Среди своей аудитории он находит любовь — мисс Диану Литтл, звезду местного кабаре, в которую влюблено всё мужское население городка. Диана отвечает Джонни взаимностью и спустя какое-то время соглашается выйти за него замуж. Кроме того, Джонни приобретает верного друга в лице ковбоя Билли.
Гарри — владелец салуна, который Джонни арендует для показа фильмов, — с самого начала предлагает ему превратить кинопоказ в совместный выгодный бизнес, но Джонни соглашается лишь на продажу билетов по минимальным ценам. Из-за изменившихся нравов клиентов Гарри вынужден вместо алкогольных напитков продавать в своём салуне молоко, поэтому его доходы заметно сокращаются. Хотя Гарри обожает синематограф, он понимает, что убытки в конце концов приведут его к разорению. Заодно с местным пастором, который неоднократно добивался руки Дианы и потому ненавидит Джонни, Гарри пытается всячески ему мешать: они поджигают сарай, где хранятся киноленты, крадут «экран»-простыню Дианы, пытаются настроить женщин города против синематографа. Все действия чудом обращаются в пользу Джонни. В итоге Гарри нанимает Чёрного Джека, чтобы тот убил Джонни, и Джек, стремясь выполнить задание, которому он «не очень-то рад», смертельно ранит жертву. Умирающий Джонни просит в качестве последнего желания запустить очередной фильм. Ко всеобщему изумлению, просмотр картины (комедии Чарли Чаплина) чудесным образом его исцеляет. Также фильм через окно салуна смотрит Джек.
Джонни временно уезжает из городка за свадебными подарками для Дианы. Когда он возвращается, то обнаруживает, что его место успел занять приехавший делец мистер Секонд (англ. second — второй) с новым комплектом кинолент. Он показывает зрителям низкопробные боевики и фильмы ужасов, изобилующие насилием и кровью, и аудитория быстро погружается обратно в атмосферу драк, разврата и пьянства, поддерживаемую теперь с помощью кино, которому ковбои привыкли доверять. Поняв, что его усилия оказались напрасны, Джонни уезжает дальше в прерию — его зритель ждёт его. К нему присоединяются Чёрный Джек, который решил посвятить синематографу всю оставшуюся жизнь, и Диана.
В финальных кадрах из салуна выбегает Билли, всё-таки осознавший разницу между прежними и новыми фильмами, и тщетно зовёт уехавшего Джонни.

## Создание фильма
Сценарий фильма был напечатан в седьмом номере журнала «Искусство кино» в 1986 году. Жанр картины режиссёр А. Сурикова и сценарист Э. Акопов определили как «ироническая фантазия в стиле вестерна». Позже Сурикова заявляла, что фильм начался для неё не со сценария, а с того момента, как она поняла, что мистера Фёста, решившего изменить мир при помощи кино, должен играть Андрей Миронов. Первоначально сценарий фильма Миронову не понравился, и Сурикова взяла актёра в настоящую осаду; узнав, что сценарий лежал на полке «Мосфильма» уже в течение 5 лет и никого, кроме Миронова, режиссёр в этой роли не видит, Миронов растрогался и дал своё согласие. В своём интервью перед отъездом на гастроли в Прибалтику Миронов сказал: «Что-то меня сразу подкупило в Фёсте, подружило с ним. И то, что он по-своему Дон Кихот, и то, что, если можно так сказать, он не просто чудак, а очень своеобразный счастливый неудачник или неудачливый счастливец».
Режиссёр в мемуарах вспоминала, что Миронов включился в работу над картиной значительно раньше, чем это обычно делает исполнитель, ещё на стадии первых прикидок режиссёрского сценария. Он много фантазировал, размышляя не только об образе главного героя, но и над биографиями и поступками остальных персонажей, спорил с режиссёром. Так, по словам Суриковой, именно Миронов нашёл «наиболее выразительное и точное завершение» экранной судьбы героини фильма Дианы Литтл. Дианой могли быть Ольга Кабо или Ирина Розанова, но их пробы были неубедительными; окончательный выбор предоставили Миронову, и ему больше всех понравилась Александра Яковлева.
На роль Билли Кинга практически уже был утверждён Алексей Жарков, а Николаю Караченцову режиссёр предлагала сыграть Чёрного Джека. Но актёру это предложение показалось неинтересным, и он напросился на Билли Кинга, убедив режиссёра на пробах в постановочной драке с каскадёром Александром Иншаковым. Жарков после этого несколько лет не разговаривал с Суриковой. Чтобы быстро найти актёра на роль Чёрного Джека, Сурикова пошла на хитрость — позвонив Боярскому, сказала, что Миронов лично хочет видеть в этой роли его.
Съёмки фильма проходили летом и осенью 1986 года в Крыму. Начало и заключительные эпизоды были сняты в окрестностях Белой скалы (Ак-Каи), недалеко от Белогорска. Декорации городка Дикого Запада были возведены на берегу Тихой бухты под Коктебелем.
Фильм содержит отсылки ко многим классическим вестернам и некоторым другим фильмам. Миронов сожалел, что в фильм не вошла песня «Всё кончено»: «Там ведь такие слова пронзительные были: „Каждому своё, тебе — забава, мне — мученье, а время лечит только тех, кто болен не смертельно…“».
Официальная афиша фильма пародирует картину Рафаэля «Сикстинская мадонна». Это последний фильм, в котором Андрей Миронов сыграл главную роль.

### Наименование фильма
Изначально фильму было подобрано название «Десять капель перед стрельбой» — прямая цитата из фильма. Тем не менее, чтобы выйти в прокат, фильм сперва должен был быть одобрен комиссией Госкино. На то время в стране уже второй год шла антиалкогольная кампания, и название было отклонено из-за намёка на употребление спиртного. Поэтому фильм получил взамен уже ныне известное название.

## Отзывы критиков
Персонаж, созданный Мироновым, по мнению критики, получился удивительно светлым и обаятельным. Его тихий голос воздействует на окружающих сильнее грохота драки и выстрелов. Он самым непостижимым образом заставляет каждого на миг остановиться и задуматься о себе самом. И прежде чем Фёст поразил завсегдатаев салуна неведомым синематографом, показав на белой простыне кадры первой в мире люмьеровской программы («Прибытие поезда», «Политый поливальщик»), он уже впечатлил их своим обаянием и возвышенным благородством. На глазах зрителей разнузданный салун неузнаваемо преображается, а в людях открываются их лучшие качества. Но это преображение случилось ненадолго, поскольку кинематограф, как оказалось, неоднороден. Фёст покидает городок, но всё же оставляет свет в душах его жителей.

## В ролях
— главная роль
| Актёр                        | Роль                                             |
| ---------------------------- | ------------------------------------------------ |
| Андрей Миронов               | мистер Джонни Фёст                               |
| Александра Яковлева (Аасмяэ) | мисс Диана Литтл (вокал исполняет Лариса Долина) |
| Михаил Боярский              | Чёрный Джек                                      |
| Олег Табаков                 | владелец салуна Гарри Маккью                     |
| Николай Караченцов           | ковбой и друг Джонни Фёста Билли Кинг            |
| Игорь Кваша                  | пастор                                           |
| Лев Дуров                    | гробовщик-философ                                |
| Галина Польских              | многодетная мать миссис Томсон                   |
| Наталья Крачковская          | служанка Дианы Кончита                           |
| Спартак Мишулин              | индейский вождь                                  |
| Наталья Фатеева              | Скво, жена вождя команчей                        |
| Альберт Филозов              | мистер Секонд                                    |
| Олег Анофриев                | тапёр-пианист                                    |
| Михаил Светин                | аптекарь                                         |
| Леонид Ярмольник             | одноглазый ковбой Мартин                         |
| Семён Фарада                 | многодетный отец мистер Томсон                   |
| Александр Павлов             | усатый ковбой Хью                                |
| Юрий Медведев                | пожилой ковбой Стаффи                            |
| Борислав Брондуков           | ковбой-дебошир Дэнли (озвучивал Игорь Ефимов)    |
| Михаил Херхеулидзе           | пожилой ковбой мистер Эдвуд                      |
| Игорь Воробьёв               | белёсый ковбой Паркер                            |
| Антон Табаков                | билетёр Бобби                                    |
| Александр Иншаков            | усатый ковбой Джонсон / индеец                   |
| Николай Астапов              | ковбой-пьяница                                   |
| Борис Иванов                 | толстый лысый ковбой                             |
| Александр Малышев            | ковбой в салуне                                  |
| Мария Булатова               | пожилая попутчица Фёста                          |
| Валерий Лысенков             | кучер Сэмми                                      |
| Анатолий Калмыков            | попутчик мистера Фёста                           |
| Николай Сысоев               | кучер Энди                                       |
| Юрий Думчев                  | сын вождя Белое Перо                             |
| Александр Сластин            | попутчик Фёста                                   |
| Сергей Микульский            | индеец-разведчик                                 |
| Виктор Григорьев             | ковбой из банды Джека                            |

## Съёмочная группа
- Автор сценария: Эдуард Акопов[3]
- Режиссёр-постановщик: Алла Сурикова
- Оператор-постановщик: Григорий Беленький
- Художник-постановщик: Евгений Маркович
- Режиссёры: Юрий Крючков, Анатолий Авшалумов
- Звукооператор: Олег Зильберштейн
- Композитор: Геннадий Гладков
- Автор текстов песен: Юлий Ким (песни исполняют Лариса Долина, Андрей Миронов, Михаил Боярский и Николай Караченцов)
- Государственный симфонический оркестр кинематографии СССР, дирижёр: Сергей Скрипка
- Ансамбль «Мелодия», руководитель: Борис Фрумкин
- Хореография: Светлана Воскресенская
- Постановщики трюков: Олег Корытин, Александр Иншаков, Александр Аристов
- Директор картины: Владимир Дудин

## Призы и награды
- В октябре 1987 года фильм получил приз «За лучшую драку среди советских актёров» на первом Всесоюзном кинофестивале зрелищных фильмов «Одесская альтернатива»[8].
- В мае 1988 года был назван «одним из лучших фильмом 1987 года» читателями журнала «Советский экран», заняв третье место в списке лауреатов конкурса. Помимо этого за исполнение роли мистера Фёста актёр Андрей Миронов был назван «Лучшим актёром года», а за исполнение роли мисс Дианы Литтл актриса Александра Яковлева заняла второе место на звание «Лучшей актрисы года»[9].
- 17 декабря 1988 года был номинирован на премию «Ника» за лучшую мужскую роль (актёр Андрей Миронов) и за лучшую музыку к фильму (композитор Геннадий Гладков)[10].
- В декабре 2000 года на церемонии в Центре Ханжонкова фильм Аллы Суриковой «Человек с бульвара Капуцинов» был официально признан «Лучшей картиной о кино уходящего века»[6].

## Музыка в фильме
В 1988 году вышла пластинка «Музыка к кинофильму „Человек с бульвара Капуцинов“».